# ATAF (Foggia)
ATAF S.p.A., dove ATAF è acronimo di Azienda Trasporti Automobilistici Foggia, è un'azienda pubblica italiana, interamente controllata dal comune di Foggia, che gestisce il servizio di trasporto pubblico locale e la sosta tariffata nel comune pugliese.

## Storia
L'azienda fu fondata nel 1963 attraverso la trasformazione della cooperativa SCAUIT in azienda municipalizzata per la gestione del trasporto pubblico locale di Foggia. L'azienda è successivamente divenuta azienda speciale nel 1995 e società per azioni unipersonale nel 2001.

## Attività

### Trasporto pubblico locale
ATAF gestisce una rete autobus composta da 22 linee urbane feriali (ridotte a otto nei giorni festivi) a cui si aggiungono otto linee suburbane (ridotte a tre nei giorni festivi), cinque linee notturne feriali, una linea bisettimanale feriale per il cimitero e una linea suburbana feriale per la zona industriale.

## Parco Mezzi
Parco mezzi aggiornato ad agosto 2024 
|                           | Quantità | Consegna   | Numerazione  |
| ------------------------- | -------- | ---------- | ------------ |
| Mercedes-Benz Citaro C2 K | 5        | 27.12.2021 | da 375 a 379 |
| Mercedes-Benz Conecto III | 12       | 01.10.2021 | da 363 a 374 |
| Iveco Crossway Le         | 42       | 07.2024    | da 400 a 441 |